# Hillsborough (Canterbury)
Hillsborough est une banlieue sud de la cité de Christchurch, située dans l’île du Sud de la Nouvelle-Zélande

## Histoire
Le secteur fut en premier la propriété d’ Edward Garland, qui l’appela « Broomfield Farm». 
Garland y fit paître du bétail sur les terrains s’étendant au sud du fleuve Heathcote, et des moutons sur les pentes de la chaîne de Port Hills La ferme fut plus tard renommée « Hillsborough».
La plupart des terres sur la zone plate sont maintenant industrialisée  ‘Garlands Road’  est nommée pour Edward Garland.
Il y avait plusieurs briqueteries dans la ville de Hillsborough au bas des pentes de Port Hills..